# Nikita Alexandrov
Nikita Alexandrov (Burgwedel, Alemania, 16 de septiembre de 2000) es un jugador profesional alemán de hockey sobre hielo que se desempeña en la posición de centro en St. Louis Blues, equipo de la National Hockey League (NHL).

## Carrera
Fue seleccionado en la segunda ronda en la NHL Entry Draft de 2019. En 2022 hizo su debut profesional con el equipo St. Louis Blues, donde lleva jugando dos temporadas.